# Кук, Николь
Николь Дениз Кук (англ. Nicole Denise Cooke, род. 13 апреля 1983 года в Суонси, Уэльс, Великобритания) — валлийская профессиональная шоссейная велогонщица. Чемпионка Олимпийских игр 2008 в групповой гонке, в составе команды Великобритании. Её золотая медаль стала двухсотой для Великобритании на Олимпийских играх. Член ордена Британской империи.

## Статистика выступления наГранд-турах
| Гонка / Год          | 2002 | 2003 | 2004 | 2005 | 2006 | 2007 | 2008 | 2009 | 2010           | 2011           | 2012           |
| -------------------- | ---- | ---- | ---- | ---- | ---- | ---- | ---- | ---- | -------------- | -------------- | -------------- |
| Гранд Букль феминин  | DNF  | —    | —    | —    | 1    | 1    | 3    | —    | не проводилась | не проводилась | не проводилась |
| Тур де л'Од феминин  | —    | —    | —    | —    | —    | —    | 4    | 5    | —              | не проводилась | не проводилась |
| Джиро д’Италия Донне | —    | —    | 1    | —    | —    | —    | —    | —    | —              | 29             | 44             |

### Рейтинги
| Год                 | 2003 | 2004 | 2005 | 2006 | 2007 | 2008 | 2009 | 2010 | 2011 | 2012  |
| ------------------- | ---- | ---- | ---- | ---- | ---- | ---- | ---- | ---- | ---- | ----- |
| Мировой рейтинг UCI | -    | -    | -    | -    | -    | -    | 14-й | 12-й | 14-й | 129-й |
| Мировой кубок UCI   | 1-й  | -    | -    | 1-й  | 2-й  | -    | -    | 10-й | -    | -     |
|                     |      |      |      |      |      |      |      |      |      |       |
| Источник: UCI       |      |      |      |      |      |      |      |      |      |       |